# Johan Beck-Friis (1729–1796)
Johan Beck-Friis, född 28 augusti 1729, död 27 oktober 1796 i Göteborg, var en svensk friherre, militär och ämbetsman.

## Biografi
Johan Beck-Friis var son till majoren Corfitz Ludvig Beck (naturaliserad svensk adelsman Beck, senare Beck-Friis).
Beck-Friis blev volontär vid livgardet 1747, fänrik där 1750, befordrad till löjtnant 1753 och kapten 1759. År 1767 blev han riddare av svärdsorden och 1770 tillsammans med sina bröder Joakim och Corfitz Ludvig 1770 upphöjda till friherrligt stånd och introducerade 1776. År 1772 blev han överstelöjtnant vid Jönköpings regemente och 1772 transporterad till Dalregementet. År 1777 blev han överste och chef för Dalregementet. Johan Beck-Friis blev 1779 tillförordnad landshövding i Kopparbergs län och var 1781–1790 ordinarie landshövding. Han befordrades 1788 till generalmajor.
Åren 1790–1796 var Beck-Friis landshövding i Göteborgs och Bohus län och överkommendant i Göteborg.